# リゾートしらかみ
リゾートしらかみは、東日本旅客鉄道（JR東日本）が秋田駅 - 弘前駅・青森駅間を奥羽本線・五能線経由で運行している臨時快速列車である。
本項では、当列車の前身である「ノスタルジックビュートレイン」および冬季以外で車両検査時に運行される代替列車についても併せて記述する。

## 概要
「のってたのしい列車」の中でも長い歴史を持ち、使用車両の交換も行いつつ20年以上にわたって運行されている。
当初は4両編成1本のみの存在であったが、好評にともなって2006年までに3編成体制にまで増強された。2021年現在も仕様の異なる4両編成3本が使用されており、本数も最大3往復と他の列車と比べて非常に規模が大きいものとなっている。

## 運行概況
青森発着2往復と弘前発着1往復の計3往復が設定されている。いずれも特定日運行の臨時列車であるが、青森発着の2往復は運行日が多く、4月から11月まではほぼ毎日運転される（冬季は土休日を中心に運行）のに対し、弘前発着の3・6号は4月から11月の土休日を中心に運行され、冬季の運転はない。
全車指定席。2号車は4人がけのボックス席で、マルス端末で発行する際は「リゾートしらかみB」という別の列車名で登録されている。
海沿いを走る岩館駅 - 大間越駅間、大戸瀬駅 - 北金ケ沢駅間の一部区間では徐行運転を行う。また、千畳敷付近においても徐行が行われるほか、2・3号は千畳敷駅に15分間停車し、停車時間中に千畳敷海岸を散策することが可能である。
1・3号の鰺ケ沢駅 → 五所川原駅間先頭車と2号の五所川原 → 鰺ケ沢間の3号車では「津軽三味線」の演奏が、土休日の3・4号の陸奥鶴田駅 - 川部駅間先頭車では「津軽弁語り部体験」が行われる。
当列車は日本海沿岸を運行するため、荒天時、荒天が予想される時は全区間または一部区間が運休となる（一部区間運休の場合、スケジュールと一部異なる車両が充当されることもある）。また、運休にならずとも、徐行運転や途中駅で抑止となる場合もあり、1・4号は五能線内の遅れ次第で弘前 - 青森間が運休となることがある。
なお、2014年（平成26年）3月15日のダイヤ改正で快速「深浦」が廃止されたため、翌日以降は当列車が五能線から青森駅まで直通する唯一の列車となっている。

### 停車駅
- 凡例
  - ◆：方向転換となる駅
  - ●：停車駅
  - ◎：季節停車駅（2号から5号[2]）
  - ｜：通過駅
  - - ：運行区間外の駅（弘前駅発着の3・6号）
- 使用編成は時期により異なり、毎月発売される「JR時刻表」やパンフレットおよびJR東日本秋田支社公式サイトに記載されている（「外部リンク」参照）。

| 号数           | 号数      | 1・2号 | 4・5号 | 3・6号   |
| -------------- | --------- | ------ | ------ | -------- |
| 奥羽本線       | 秋田駅    | ●      | ●      | ●        |
| 奥羽本線       | 追分駅    | ●      | ●      | ●        |
| 奥羽本線       | 八郎潟駅  | ●      | ●      | ●        |
| 奥羽本線       | 森岳駅    | ●      | ｜     | ｜       |
| 奥羽本線       | 東能代駅◆ | ●      | ●      | ●        |
| 五能線         | 東能代駅◆ | ●      | ●      | ●        |
| 能代駅         | ●         | ●      | ●      |          |
| あきた白神駅   | ●         | ●      | ●      |          |
| 岩館駅         | ●         | ●      | ●      |          |
| 十二湖駅       | ●         | ●      | ●      |          |
| ウェスパ椿山駅 | ●         | ●      | ●      |          |
| 深浦駅         | ●         | ●      | ●      |          |
| 千畳敷駅       | ◎         | ◎      | ◎      |          |
| 鰺ケ沢駅       | ●         | ●      | ●      |          |
| 陸奥森田駅     | ●         | ●      | ●      |          |
| 木造駅         | ●         | ●      | ●      |          |
| 五所川原駅     | ●         | ●      | ●      |          |
| 陸奥鶴田駅     | ●         | ●      | ●      |          |
| 板柳駅         | ●         | ●      | ●      |          |
| 藤崎駅         | ●         | ●      | ●      |          |
| 川部駅◆        | ●         | ●      | ●      |          |
| 川部駅◆        | ●         | ●      | ●      | 奥羽本線 |
| 弘前駅◆        | ●         | ●      | ●      |          |
| 新青森駅       | ●         | ●      | -      |          |
| 青森駅         | ●         | ●      | -      |          |

川部-弘前間を折り返すので川部駅を2回通るが、停車順は藤崎-川部-弘前-新青森（またはその逆）となり、1回しか停車しない。

### 車内サービス
かつては日本レストランエンタプライズ秋田列車営業支店（2019年4月以降はJR東日本東北総合サービストレインクルーセンター）による車内販売（橅編成はORAHOカウンターでの営業）が行われ、駅弁や乗車記念グッズなども販売していた。現在は青池編成・橅編成でセルフレジによる無人販売となり、取扱品目が大幅に削減されている。
かつて「晩酌セット」が4号で提供されていた。川部 → 鰺ケ沢間で車掌に専用申込書を渡すと、あきた白神駅で積み込まれ、座席にて支払いとともに商品を引き換えるという形であった。5号でも「晩酌セット」を注文できたが、この場合は各自で八森いさりび温泉 ハタハタ館に当日14時までに予約することが必要であった。現在は各自で直接予約し、あきた白神駅停車中に現金で支払い、受け取る形になっている。特に列車の指定はなくなり、「晩酌セット」に酒の代わりにご飯の追加や、「焼きおにぎり週替わり弁当」も注文可能である。
各列車には記念スタンプが備えつけられている。

## 使用車両
キハ40系・48系気動車
- 青池（初代）
  - 1997年3月22日に4両編成で運行を開始、2006年3月18日に中間車1両がくまげら編成へ転用されて3両編成に減車された。
  - 2010年に「リゾートしらかみ」としての運行を終了、中間車はブナ編成へ転用・残る先頭車は2011年に2両編成に組成され、「クルージングトレイン」として他線区の臨時列車や団体列車などで運用されていたが[4]、2023年に廃車された[5]。
- 橅（初代）
  - 2003年4月1日に運行開始[6]。前述のように2011年に初代青池編成の中間車（キハ48 1543[注釈 2]）を流用する形で4両編成化された。2016年7月に運行を終了。
  - 2018年4月18日からは、4両編成のまま塗装変更の上で「あきたクルーズ号」として秋田港に寄港するクルーズ客船の乗客専用列車（秋田駅 - 秋田港駅）に充当されていた[7]が、2020年9月1日付で全車廃車となった。
  - 橅編成時代の車体の深緑色は白神山地をイメージしたものであった[8]。
- くまげら
  - 2006年3月18日に運行開始。中間車1両（キハ48 1521）は青池編成からの転用である。2011年に一般車（キハ48 1503）に「リゾートみのり」編成に準じた改造を施し、4両編成化された。

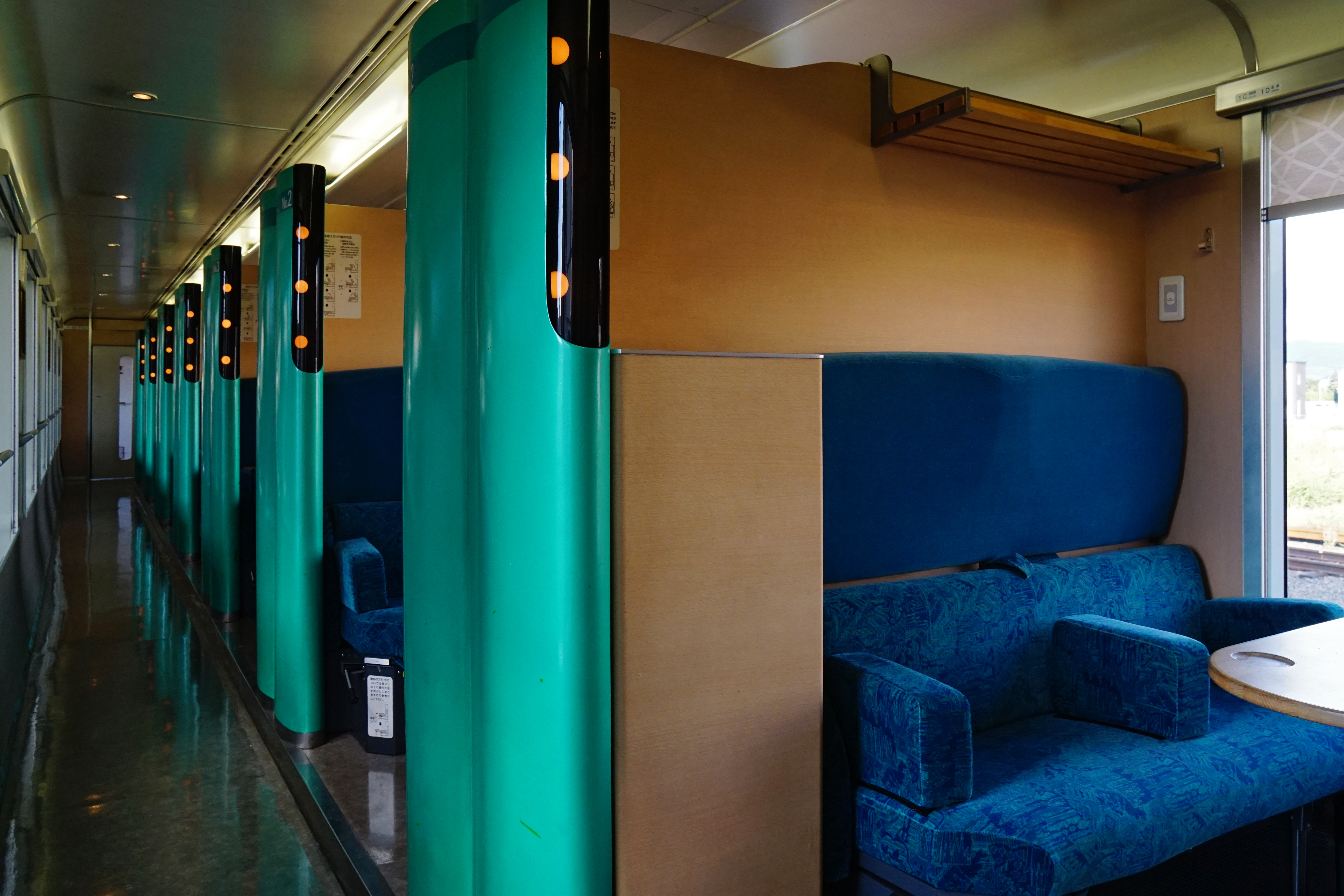
初代「橅」編成、セミコンパートメント内部 （2014年9月14日）
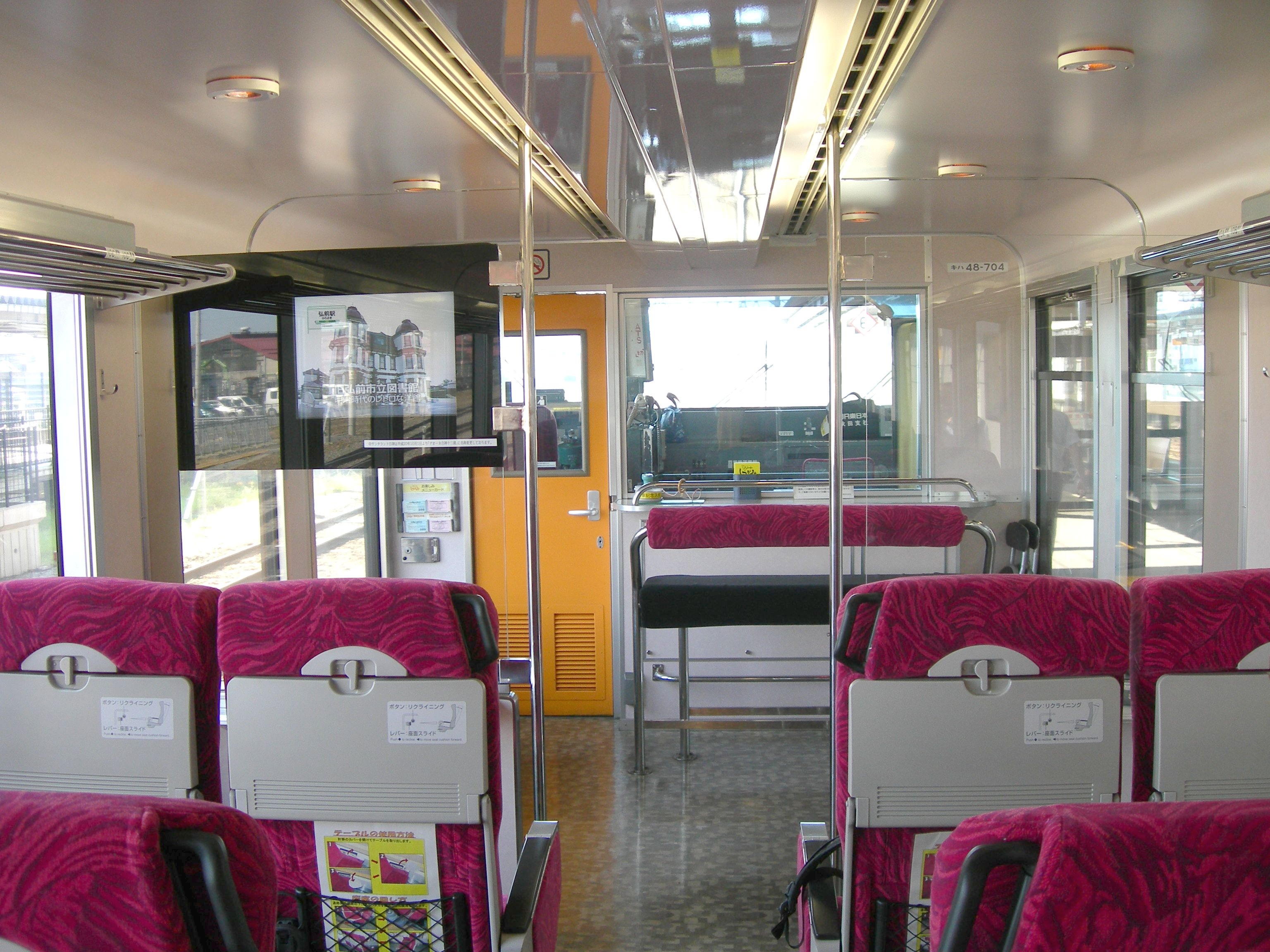
「くまげら」編成3号車展望ラウンジ （2010年8月21日）
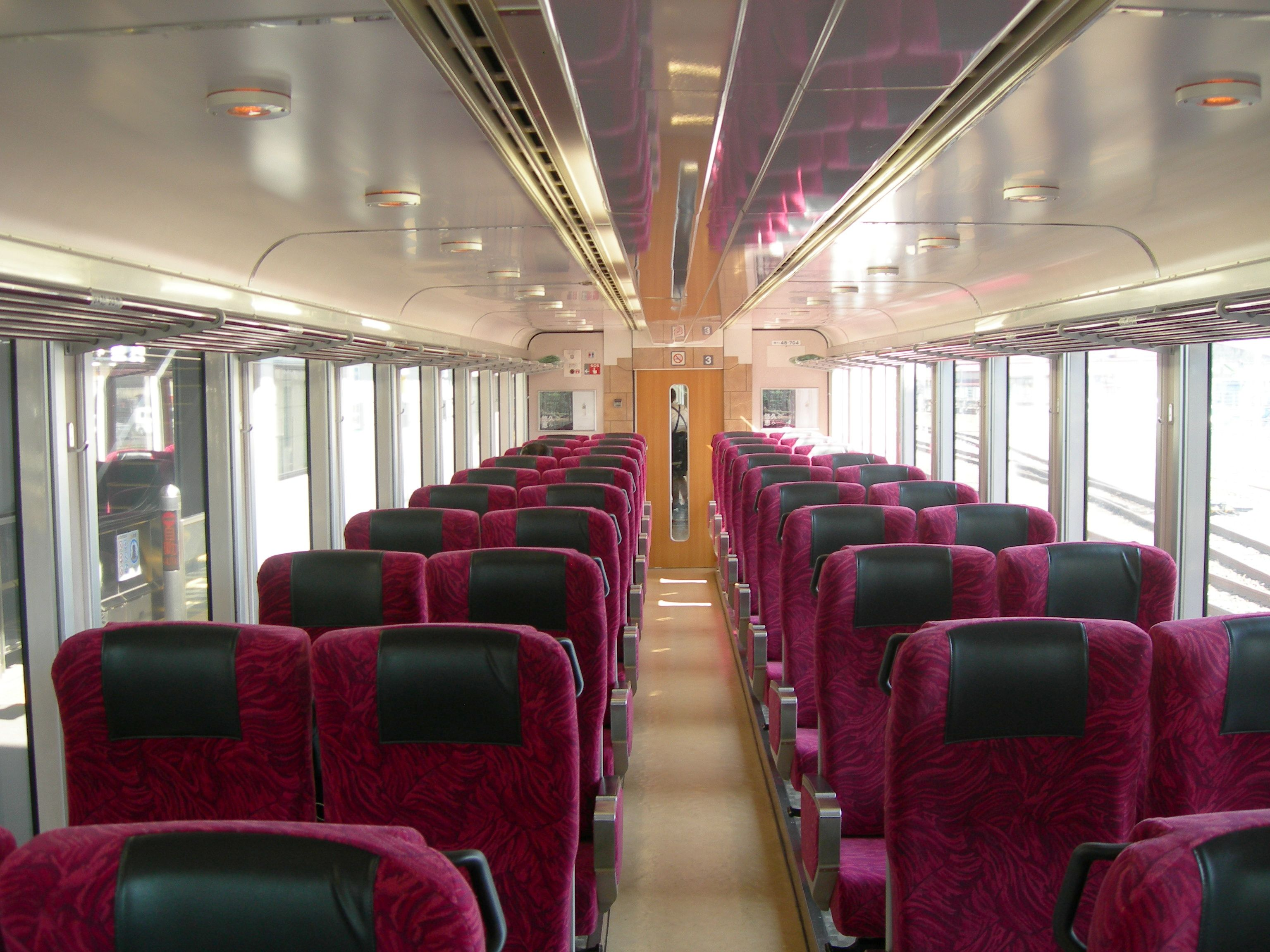
「くまげら」編成3号車車内 （2010年8月21日）

HB-E300系気動車
- 青池（2代）
  - 2010年12月4日のダイヤ改正より4両編成で運行開始[9][10][11]
- 橅（2代）
  - 2016年7月16日に4両編成で運行開始。
  - 3号車に「ORAHOおらほ」カウンターを設けた一方、ボックス席のフラット機構が一部省略されている。

## 観光体験メニュー
当列車では駅での停車時間にイベントを実施したり、駅の外を散策できるほか、地元とタイアップした観光体験メニューを多数用意している。
年度や季節により実施内容が異なるので、詳細はJR東日本秋田支社の公式サイトもしくは専用冊子を参照。

### 停車中に駅近隣の観光スポットを散策できる駅
- 千畳敷駅（2 - 5号） - 駅自体は1面1線で列車交換等はないが、駅前の千畳敷海岸を散策してもらうため、長時間停車[注釈 3]が設けられている。

### 駅構内で実施するイベント
- 能代駅 - 木工パズル体験・バスケットボールシュート体験（1・3号のみ[注釈 4]）

### 観光体験（主なもののみ）
下記は地元の観光団体や商工業者が実施する観光体験で、直接の申込が必要なものが多い。また、下車後、バスやタクシーに乗り継ぐ必要があるものがほとんどである。いずれも時間帯の都合で利用できる列車が限られるが、いずれも「リゾートしらかみ」以外の交通手段でも訪問できる。
- 和菓子作り体験（秋田駅）
- なまはげ伝説・男鹿半島周遊（八郎潟駅）
- 周遊バスでめぐる能代市内観光（能代駅）
- ブナ森散策・留山トレッキング（あきた白神駅）
- アオーネ白神十二湖と「青池&湧壷の池」散策（十二湖駅）
- ウェスパ椿山・黄金崎不老不死温泉入浴（ウェスパ椿山駅）
- 北前船の港町散策（深浦駅）
- ミニ白神散策（専門ガイド同行）（鰺ケ沢駅）
- 「斜陽館」と津軽三味線会館を訪ねる（五所川原駅から津軽鉄道）
- りんごまるごと体験（板柳駅）
- 樹齢400年のブナの巨木“マザーツリー”と白神山地・暗門の滝トレッキング（弘前駅）

## 運休時の代替列車
- 毎日運転する夏季は3本の編成をフル運用するが、車両検査の都合で2・5号が運休となることがあり、その際には別の車両による代替列車[注釈 5]が設定される。

### 五能線海彦山彦号
2011年まで設定された列車である。秋田車両センター（当時）所属のキハ40系国鉄色2両が使用され、全車自由席として運転されていた。運行時は専用のヘッドマークが取り付けられていた。
なお2008年6月に運転された際は、秋田 - 鹿角花輪間の快速列車で使用されていたキハ58・28形グレードアップ車が充当され、1両が指定席であった。

### 五能線クルージングトレイン
2012年夏季より運行されている列車である。初代「青池」編成を再改造した「クルージングトレイン」2両編成を使用しており、全車指定席。車内イベントは省略される。

## 沿革

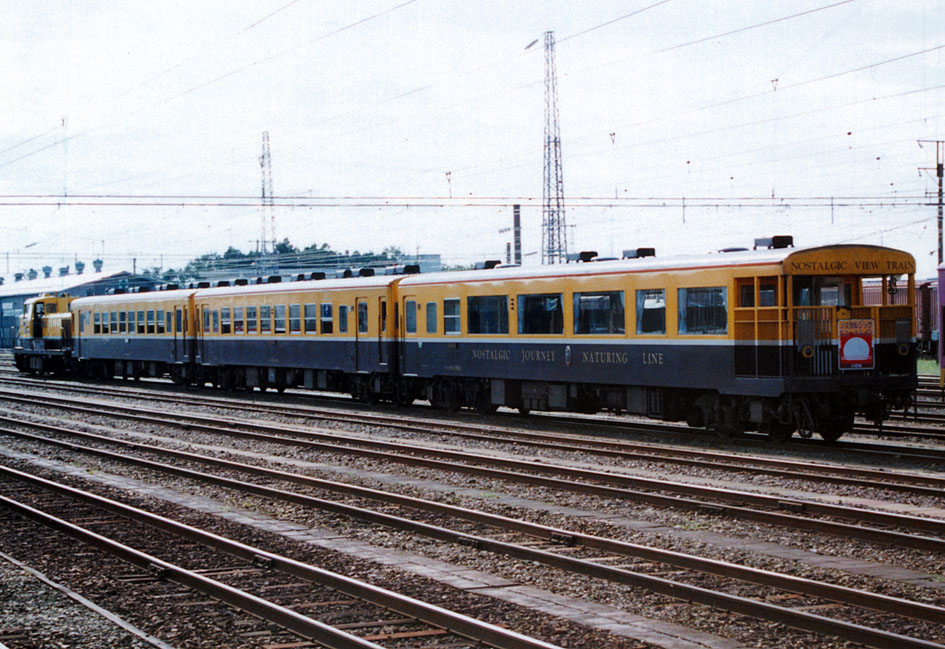
「ノスタルジックビュートレイン」（1992年）

- 1990年（平成2年）4月21日：秋田・東能代 - 弘前間を観光列車として、50系客車を改修して「ノスタルジックビュートレイン」を運行開始[14]。
設定当時より、定期列車のダイヤを利用して運行された。そのため「ノスタルジックビュートレイン」には自由席車が連結されていた。
各駅停車に関しては、東能代発。快速列車に関しては秋田発。
一時は、冬季間もポリ塩化ビニル製の透明のシートで展望室部分を覆うものの、海からの強風には勝てず冬期の運行は行われなくなった。
- 1996年（平成8年）11月10日：「ノスタルジックビュートレイン」運行終了[15]。

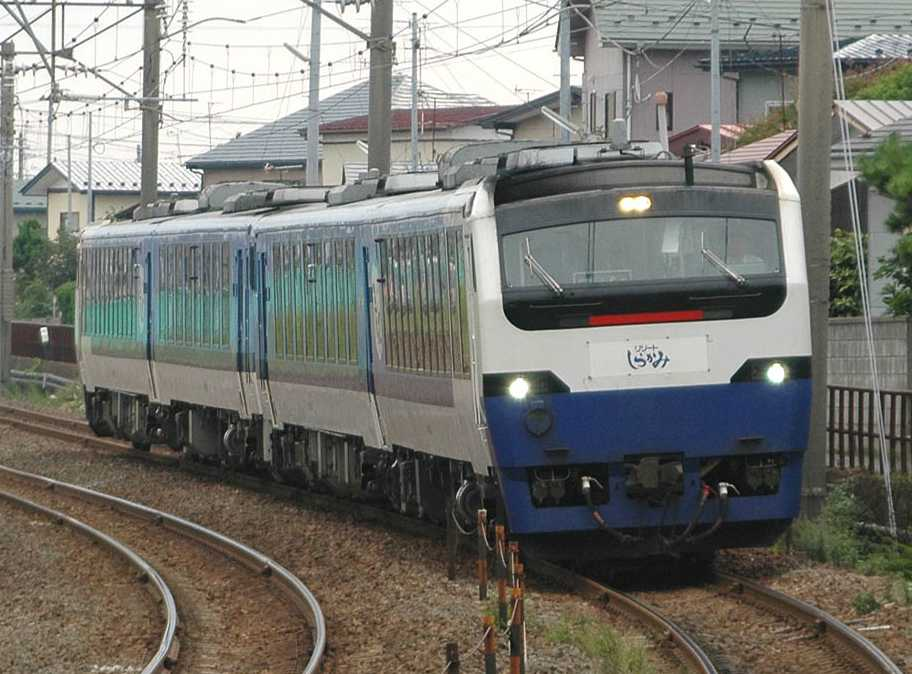
初代「青池」編成（4両時代）

- 1997年（平成9年）4月1日：秋田新幹線開業に伴い、眺望気動車による「リゾートしらかみ」に変更[16]。当時は「青池」編成（愛称はCRUISING TRAIN Resort SHIRAKAMI） のみで、前面のロゴも「CRUISING TRAIN Shirakami」となっていた。
「リゾートしらかみ」に変更したことにより、全席座席指定席化。
- 1999年（平成11年）4月1日：蜃気楼ダイヤ開始。秋田10:00発、弘前14:23着（冬季）、15:52着（夏季・蜃気楼ダイヤ）。折り返しの上りが、弘前16:07発、秋田19:59着。
- 2001年（平成13年）12月1日：ウェスパ椿山駅の開業により艫作駅から同駅に停車駅を変更。

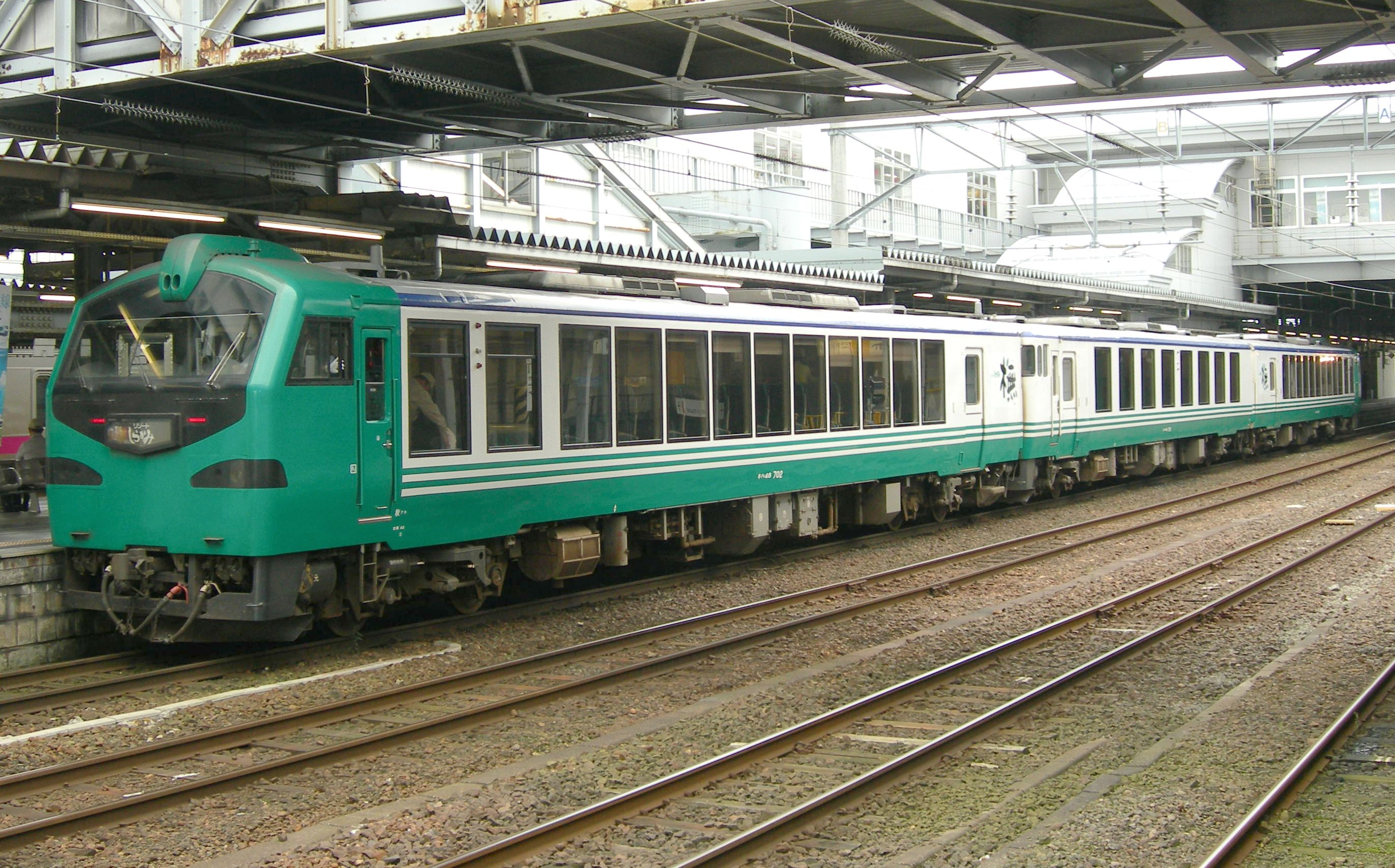
初代「橅」編成（2010年10月6日 秋田駅）

- 2003年（平成15年）4月1日：東北新幹線八戸駅開業に伴い、運行本数を2往復に増やすため、「橅（ブナ）」編成が登場[6]。
- 2003年・2004年の冬期は、12月から翌年2月までの土曜・休日は「1・2号」のみ、増発日のみ「1 - 4号」で運転していたが、2005年冬期は再び1往復での運転となる。
- 2004年（平成16年）
  - 3月20日：陸奥鶴田駅への停車を開始。
  - 5月27日：乗車人数30万人達成。
  - 10月23・24日：大曲発着の運転が行われる。大曲 - 秋田間の停車駅は次のとおり。
大曲駅 - 神宮寺駅 - 刈和野駅 - 羽後境駅 - 和田駅 - 秋田駅
- 2005年（平成17年）
  - 6月12日：横手駅開業100周年を記念して、横手発着の運転が行われる（9:25発）。
  - 11月30日：「くまげら」編成の導入決定に伴い、「リゾートしらかみ3号」が「さようなら蜃気楼ダイヤ」号として運転。当初は29日も運転予定であったが、強風で五能線内が全線バス代行となったため運転されなかった。
- 2006年（平成18年）初代「青池」編成（3両時代）

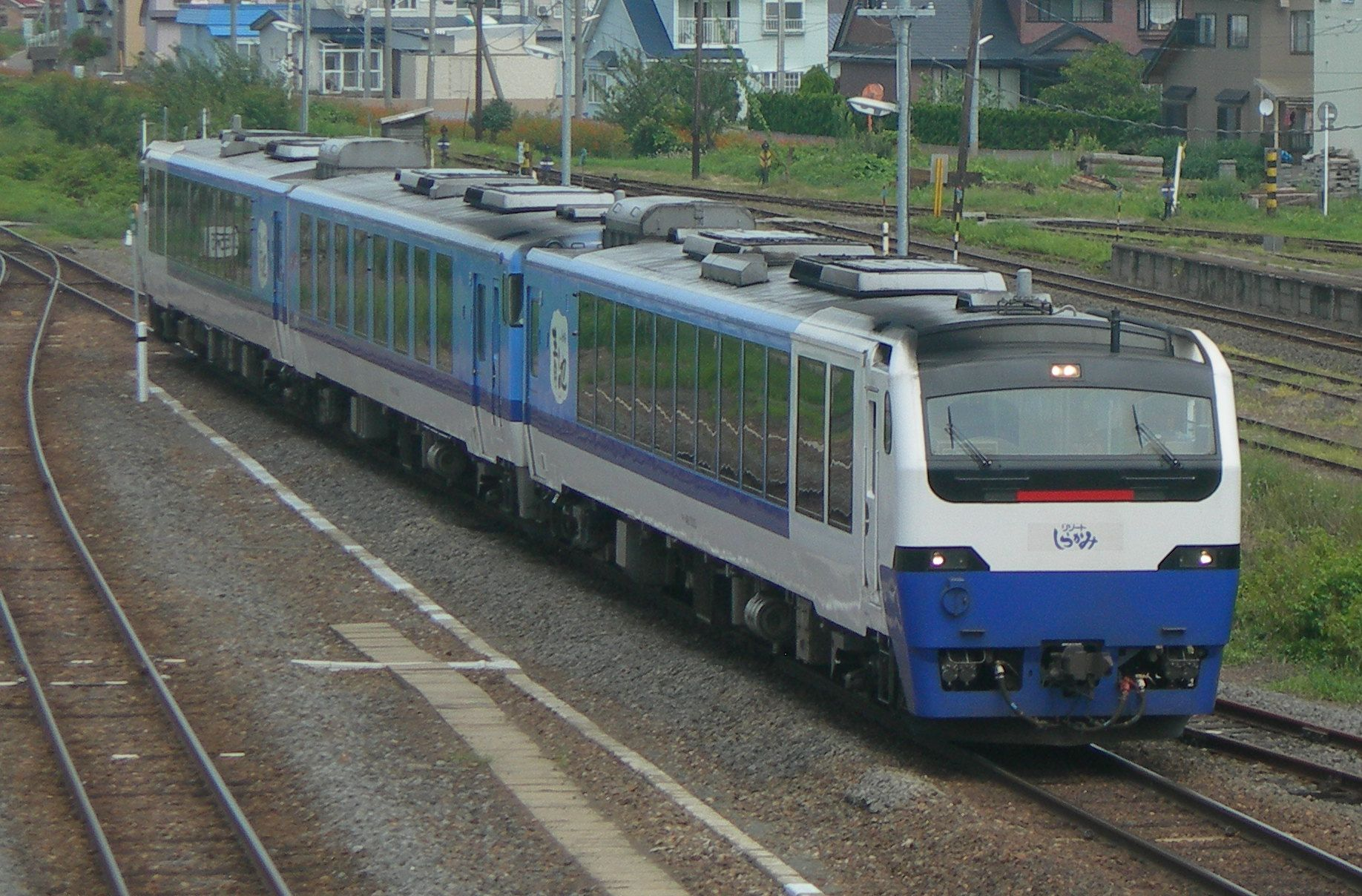
初代「青池」編成（3両時代）

  - 3月18日：「青池」「橅」に続く第3編成「くまげら」が運行開始（「青池」編成が4両→3両化され、減車されたキハ48形1521号は「くまげら」編成に転用）。
  - 10月24日：NHKラジオ第1放送『音の風景』で、当列車内の様子が放送される。
- 2007年（平成19年）4月1日：岩館駅への停車を開始。
- 2010年（平成22年）
  - 11月28日：1・4号の運用をもって、初代「青池」編成の営業運転を終了。
  - 12月4日：東北新幹線が新青森駅まで開業したことに伴い、新青森駅への停車を開始。2代目「青池」編成の営業運転を開始。
- 2011年（平成23年）
  - 3月11日：東北地方太平洋沖地震（東日本大震災）発生により、この時点で運行を終了した1・2号を除く列車と3月12日から4月22日までの全列車が運休[17]。
  - 4月23日：JR各社と青森県が共同で展開する「青森デスティネーションキャンペーン」が始まったことを受け、3・6号を除く列車で運行再開。
  - 4月29日：東北新幹線全線運転再開を受け、3・6号も運行再開。
- 2012年（平成24年）：運行開始から15年を迎えたことから、各車両の先頭部と最後部に「リゾートしらかみ 15th」のステッカーが貼られていた。
- 2013年（平成25年）12月1日：この日、藤崎駅新駅舎が完成したことから、JR東日本秋田支社の計らいにより、同日のみ藤崎駅に特別停車した[18]。
- 2014年（平成26年）3月15日：この日実施のダイヤ改正[広報 1]で、上り2号の千畳敷駅への季節停車が開始。1・3号の能代駅停車時間を拡大。快速「深浦」廃止に伴い、五能線から青森駅に直通する唯一の列車となった。
- 2016年（平成28年）
  - 3月26日：北海道新幹線開業に伴い、車内チャイムをオリジナルのチャイムに変更。また千畳敷駅に4号が新たに停車。
  - 7月15日：1・4号の運用をもって、初代「橅」編成の営業運転を終了。翌16日より、2代目「橅」編成が運用を開始。
- 2018年（平成30年）3月17日：藤崎駅への停車を開始。千畳敷駅に5号が新たに停車[19]。
- 2019年（平成31年）3月31日：この日をもって、青池編成・くまげら編成でのワゴンによる車内販売を終了[20]。
- 2020年（令和2年）
  - 4月8日 : 新型コロナウイルス感染症（COVID-19）流行のため、同年5月31日まで運休[21]。
  - 5月13日 : 同年6月1日以降の運休延長を発表[22]。
  - 6月26日 : 同年7月3日より運転再開を発表。感染防止策のため、ORAHOカウンターの営業および車内イベント、ふれあい販売を当面見合わせる[23]。

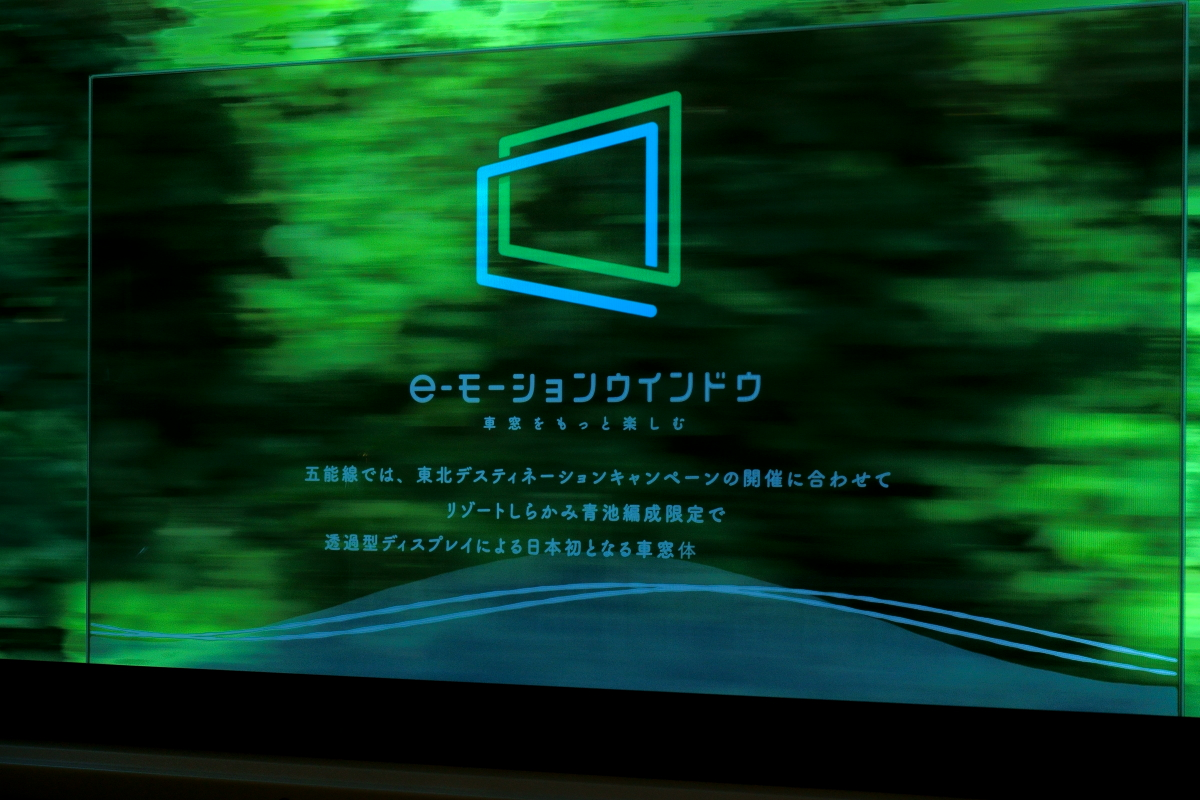
青池編成に設置された透過型ディスプレイ

- 2021年（令和3年）4月2日 : 青池編成の展望室内2か所に、側窓と一体化した透過型ディスプレイ「e-モーションウインドウ」を設置[24]。窓と一体化した案内装置の設置は全国で初めて[25]。
- 2022年（令和4年）
  - 8月9日：この日降った大雨の影響により、五能線が不通になった影響から、同日から当面、全列車が運休となる[26]。
  - 8月22日：五所川原 - 鰺ケ沢間で運転再開した事に伴い、1号と2号のみ、青森 - 鰺ケ沢間で運転再開[27]。なお、リゾートしらかみ2号は区間再開したが、『五能線クルージングトレイン2号』は、運休となる。
  - 12月24日 : 12月23日の深浦 - 鰺ケ沢間の運転再開に伴う、五能線全線復旧により、全列車・全区間の運転再開[広報 2][広報 3][28]。あわせて青池編成・橅編成でセルフレジによる無人営業を開始し、橅編成のORAHOカウンターが営業終了[広報 4]。

### 蜃気楼ダイヤ
蜃気楼ダイヤとは、1999年（平成11年）から2005年（平成17年）までの夏季限定で運行されたダイヤの愛称。観光駅に当たる、あきた白神駅・十二湖駅・ウェスパ椿山駅・深浦駅の4駅の中から好きな駅でいったん下車し、観光の後、再び同じ列車で目的駅へと向かう。あきた白神駅については運転上、岩館駅まで無料送迎車で向かっていた。
時刻表には、深浦駅で3時間停車の掲示か、列車の直通の記号を用いて表示されているが、深浦駅で数分止まった後、岩館駅まで引き返し、十二湖駅・ウェスパ椿山駅の乗客を乗せて、深浦駅に向かう。指定席券は、目的地までの乗車券・指定席券であれば、特例で途中下車できるようになっていた。
2006年（平成18年）春から「くまげら」編成投入により、「リゾートしらかみ」が3往復体制での運行になったために、この蜃気楼ダイヤでの運行はされなくなった。
西村京太郎の推理小説『五能線の女』では、このダイヤをトリックとして使用した。2006年（平成18年）12月16日、テレビ朝日の『西村京太郎トラベルミステリー』シリーズで映像化されたが、放送された時点ではすでに蜃気楼ダイヤでの運転はしていなかったので番組の最後でその旨の字幕が表示された。
五能線全線開通80周年記念の一環として、2016年7月13・14日に「リゾートしらかみ蜃気楼号」を運転、蜃気楼ダイヤが復活した。

## その他
- 新青森 - 青森間のみの利用に限り、特例で指定席券不要で乗車できる。
- 青森駅・新青森駅から4号を利用して藤崎駅以遠に行く際、乗り遅れた場合でも直後の普通弘前行きに乗れば川部駅で追いつける。また、4号が「青森 - 弘前間」で区間運休した場合で、藤崎駅以遠の区間を利用する場合、（定刻で）直後の奥羽本線上り普通列車弘前行きに乗車し、川部駅で乗り換える様に案内される事もある。同様に、1号が「弘前 - 青森間」で区間運休した場合も、川部駅で普通列車青森行に乗車するように案内されることもある。
- 6号のみ、弘前 - 鰺ケ沢の区間内に限り、別途指定席券を購入すれば、定期券でも乗車できる[要出典]。
- 五能線は過疎化などにより利用客が減少し、廃線もささやかれていたが、リゾートしらかみの運行開始以降、国内外の乗車を目的とした観光客が増加し、2016年（平成28年）には過去最高となる年間12万人の乗客数を記録した。沿線の民宿に外国人観光客が宿泊に来ることもあるという[29]。